# Socalled
Josh (Joshua) Dolgin, alias Socalled est un disk jockey et MC québécois créateur du klezmer-hip hop de Montréal.
À ses temps perdus, il est aussi photographe ou encore prestidigitateur.
En 2010 sort sur le continent américain le documentaire The Socalled Movie réalisé par Garry Beitel et produit par reFrame Films, qui retrace son parcours musical.

## Citations
« Un jour en chinant je suis tombé sur un vieux vinyle de musique yiddish. Le choc ! Je me suis dit : "Ces vieux trucs groovent un max, pourquoi on ne les entend nulle part ?". J'ai commencé à créer mes propres jewishs beats, à partir de tout un tas de sources : théâtre yiddish, chant litturgique, musiques hassidiques, israéliennes, klezmer, folklore roumain… Mais ça ne me suffisait pas. Il me fallait apprendre à jouer ces musiques, pour comprendre d'où venait la force brute de cette pulsation, de ces mélodies. C'est capital. Chaque DJ devrait se plonger à la source, ne pas se contenter de piller les sons à l'aveugle. C'est comme coucher avec une fille sans connaître ni son nom, ni son âge. Criminel. »